# Patrick Brennan
Patrick Brennan, nome d'arte di Patrick Oliver Lampson (Los Angeles, 25 dicembre 1972), è un attore statunitense.

## Biografia
Nato a Los Angeles, California, Patrick è figlio dell'attrice nominata all'Oscar Eileen Brennan e di suo marito David John Lampson. Di discendenze irlandesi da parte di madre, i suoi nonni sono il dottor John Gerald Brennen e l'attrice di film muti Regina "Jeanne" Menehan. Ha un fratello minore, il cantante Samuel "Sam" Lampson.
Dopo aver giocato a basket durante il liceo e al college realizza la sua passione per la recitazione ed inizia a studiare con vari attori professionisti subito dopo la laurea. Nel 2004 debutta a teatro venendo nominato da LA Magazine "il miglior attore teatrale di Los Angeles". Parallelamente inizia anche la carriera televisiva.

## Vita privata
L'8 novembre 2008 ha sposato la produttrice Jessica Moresco, da cui ha avuto un figlio.

## Filmografia

### Cinema
- Palco & Hirsch, regia di Breht Gardner (2001)
- Time Capsule, regia di Levi Holiman - cortometraggio (2006)
- 10th & Wolf, regia di Robert Moresco (2006)
- Take, regia di Charles Oliver (2007)
- Adventures in Appletown, regia di Robert Moresco (2008)
- The Next Three Days, regia di Paul Haggis (2010)
- The Twilight Saga: Breaking Dawn - Parte 2, regia di Bill Condon (2012)
- Aldo, regia di Ross Kolton (2014)
- For All Eyes Always, regia di Rob Gordon Bralver (2016)
- Lamborghini - The Man Behind the Legend, regia di Bobby Moresco (2023)

### Televisione
- Half & Half - serie TV, episodio 3x02 (2004)
- CSI: NY - serie TV, episodio 1x11 (2005)
- The Black Donnellys - serie TV, 12 episodi (2007)
- Crash - serie TV, episodio 1x09 (2008)
- Sons of Anarchy - serie TV, episodio 6x05 (2013)
- Agents of S.H.I.E.L.D. - serie TV, 2 episodi (2014)
- 100 Code (The Hundred Code) - serie TV, episodio 1x01 (2015)
- The Last Ship - serie TV, 5 episodi (2015)
- The Player - serie TV, episodio 1x06 (2015)
- NCIS: New Orleans - serie TV, 3 episodi (2015-2016)

## Doppiatori italiani
Nelle versioni in italiano delle opere in cui ha recitato, Patrick Brennan è stato doppiato da:
- Fabrizio Dolce in Agents of S.H.I.E.L.D. (ep. 1x18), Bosch: L'eredità
- Mauro Magliozzi in CSI: NY
- Gaetano Lizzio in Agents of S.H.I.E.L.D. (ep. 1x19)
- Stefano Benassi in The Last Ship
- Stefano Thermes in NCIS: New Orleans
- Luca Graziani in Blue Bloods
- Saverio Indrio ne Il mistero dei Templari - La serie
- Lorenzo Scattorin in Lamborghini - The Man Behind the Legend
- Carlo Scipioni in Criminal Minds: Evolution